# ناحیه کوتکا-هامینا
ناحیه کوتکا-هامینا زیرمجموعه کومن‌لاکسو و یکی از ناحیه‌ها در فنلاند از سال ۲۰۰۹ است.

## شهرداری‌ها
- کوتکا
  - جمعیت: ۵۴٬۴۴۱
- هامینا
- جمعیت: ۲۱٬۰۱۶
- پوهته
  - جمعیت: ۵٬۳۵۰
- ویرولاهتی
  - جمعیت: ۳٬۳۹۹
- میه‌هیککله
  - جمعیت: ۲٬۱۲۱